# Cougar Helicopters-vlucht 91
Cougar Helicopters-vlucht 91 was een lijnvlucht van Cougar Helicopters uitgevoerd met een Sikorsky S-92A die op 12 maart 2009 neerstortte in de Atlantische Oceaan, voor de kust van Newfoundland, Canada. Het toestel was op weg van St. John's International Airport naar een booreiland in het Hiberniaveld in de Atlantische Oceaan. Van de achttien inzittenden overleefde slechts één passagier het ongeluk.

## Toestel en bemanning
Het toestel was een Sikorsky S-92A helikopter met registratienummer C-GZCH en serienummer 920048. Het was in 2006 gebouwd. De S-92A heeft vier wieken en twee motoren. Binnenin was ruimte voor 17 passagiers en 2 piloten. De piloot was Matthew William Thomas Davis. Hij was ervaren en had ruim duizend vlieguren op het toesteltype. De copiloot, Tim Lanouette, had een lange carrière als helikopterpiloot in de Koninklijke Canadese marine, maar was nieuw op dit type helikopter met slechts 94 vlieguren.

## Vlucht

### Voor het ongeluk
Voor vertrek van St. John's International Airport naar het booreiland in het Hiberniaveld via het Sea Rose FPSO in het White Rose-veld kregen de passagiers de verplichte veiligheidsbriefing. Tijdens de vlucht over water droegen passagiers en piloten een veiligheidspak. De piloten hadden contact met de luchtverkeersleiding in Gander.
Om 09:17 vertrok het toestel, met de gezagvoerder die de helikopter bestuurde op de rechterstoel en de copiloot die de radiocommunicatie verzorgde op de linkerstoel. Vlak na vertrek werd het vluchtplan gewijzigd, waardoor eerst naar het booreiland in het Hiberniaveld gevlogen zou worden en daarna pas naar het Sea Rose FPSO, in plaats van andersom. Om 09:32 vloog de helikopter op kruishoogte op 9000 voet (circa 2743 meter) boven zeeniveau met een snelheid van ongeveer 112 knopen. De verwachte aankomsttijd op het booreiland was 10:40.

### Ongeluk
Om 09:45:05 registreerde de multipurpose flight recorder (flightdatarecorder en cockpitvoicerecorder ineen) dat de oliedruk in de versnellingsbak (MGB, Main Gearbox) daalde tot buiten het normale bereik tussen 45 en 70 psi. Daardoor werd de amberkleurige "MGB OIL PRES" waarschuwing weergegeven, dat vrijwel direct vervangen werd door de rode "MGB OIL PRES" melding met de auditieve waarschuwing "GEARBOX PRESSURE...GEARBOX PRESSURE". De piloot nam de radiocommunicatie over van de copiloot, die de benodigde procedure uit de checklist opstartte. Om 09:45:25 was de oliedruk gedaald tot beneden 5 psi. Volgens de checklist van de helikopter moest er met de waarschuwing en de lage oliedruk onmiddellijk geland worden.
Om 09:45:27 kondigde de piloot een mayday af en vroeg hij toestemming om terug te vliegen naar het vliegveld waarvandaan het toestel opgestegen was. Om 09:45:57 had de helikopter zijn draai gemaakt en vloog het toestel weer richting land. Op dat moment was het 54 zeemijl verwijderd van het vliegveld en 47 zeemijl verwijderd van Cape Spear, het dichtstbijzijnde stuk land. Om 09:45:58 ging de piloot lager boven het water vliegen, waarna hij met de copiloot sprak over het voorbereiden van de veiligheidspakken. Vervolgens bespraken de piloot en copiloot het laten zakken van het landingsgestel, de eerste stap in de checklist voor een landing op water, maar ze besloten het op dat moment niet te doen. De piloten merkten geen abnormale geur of trillingen op, terwijl de oliedruk daalde tot 0 psi. Beide piloten hadden gedurende de vlucht gelet op de meter van de oliedruk en wisten dat er geen oliedruk meer was.
De piloot meldde de luchtverkeersleiding dat er geen oliedruk meer was en kreeg van hen te horen dat het Joint Rescue Coordination Centre (JRCC) in Halifax ook was geïnformeerd. De gezagvoerder had tevens contact met Cougar Helicopters. Om 09:51 bevestigde de copiloot de procedure voor het wegvallen met oliedruk door te zeggen dat ze onmiddellijk moesten landen. De piloot reageerde hierop door te zeggen op een hoogte van 1000 voet (circa 305 meter) te gaan vliegen, waarna de helikopter daalde tot een hoogte van 800 voet (circa 244 meter). Om 09:52:16 vroeg Cougar Helicopters of een noodlanding op het water onvermijdelijk, waarschijnlijk of mogelijk was, waarop de crew reageerde met mogelijk. De piloot voegde daaraan toe dat ze vermoedden dat er een probleem met een oliepomp of met een sensor voor de oliedruk was, aangezien er geen abnormale olietemperatuur gemeten werd. Ook zei hij dat ze niet geloofden alle olie verloren te hebben.
Om 09:55:15, toen de helikopter zo'n 35 zeemijl verwijderd was van het vliegveld, begon het toestel te schokken en maakte de piloot de beslissing om onmiddellijk een noodlanding in het water te maken, wat hij ook doorgaf aan de luchtverkeersleiding. Vervolgens werd de stroom naar de zwarte doos onderbroken en 1,7 seconden voor de crash werd de stroomtoevoer weer hersteld. Om 09:56 raakte de helikopter het water, terwijl het naar rechts helde en met de neus omhoog vloog. De helikopter zonk snel 169 meter diep en slechts twee passagiers bleven niet in het toestel zitten.

### Reddings- en bergingsoperatie
Het toestel crashte 35 zeemijl van het vliegveld waarvandaan het opgestegen was. De golven waren twee tot drie meter hoog en de temperatuur van het water was ongeveer 0 graden Celsius. Om 10:12 arriveerde het eerste hulpvliegtuig bij het wrak en werden twee personen in het water gespot, evenals twee lege reddingsvlotten. Een van de twee personen zwaaide naar het toestel, de andere persoon lag met het gezicht naar beneden in het water. Vervolgens arriveerde een militair vliegtuig, een CP-140A Arcturus, om 10:32. Om 10:37 vertrok een reddingshelikopter van Cougar Helicopters, welke om 10:55 arriveerde en twintig minuten later de enige overlevende uit het water hijste. De overlevende werd in kritieke maar stabiele toestand opgenomen in het ziekenhuis. Om 11:04 arriveerde een C-130 Hercules reddingsvliegtuig en om 11:40 een tweede reddingshelikopter van Cougar. Deze helikopter haalde het andere slachtoffer buiten het verongelukte toestel uit het water. Om 11:58 arriveerden drie CH-149 reddingshelikopters op de rampplek. Daarnaast zochten ook boten van de United States Coast Guard naar slachtoffers. De omstandigheden in het water zouden met de veiligheidspakken die de inzittenden droegen tot 24 uur na de crash te overleven moeten zijn. De dag na de ramp werd rond 20:00 de zoektocht naar overlevenden afgeblazen.
De helikopter zonk tot een diepte van ongeveer 169 meter en brokstukken werden verspreid over zes kilometer lengte. Al snel werden wat drijvende brokstukken geborgen, waaronder reddingsvlotten, een deur en persoonlijke spullen van de inzittenden. In de daaropvolgende weken werd meer drijvend materiaal geborgen. Door de impact van de crash was de helikopter zwaar beschadigd. Onder water lag het toestel op de zijkant en was de cockpit losgebroken van de rest van het toestel, waren ramen gesprongen en waren de zijkanten van de cabine ter hoogte van de ramen horizontaal gescheurd. De rotorbladen zaten nog vast aan de rotor en de versnellingsbak. De staart van de helikopter lag los van de rest van het wrak.
Na vijf dagen waren alle lichamen geborgen en werd de zwarte doos van de helikopter gevonden.

### Directe nasleep
Na het ongeluk schortte Cougar Helicopters alle offshore lijnvluchten op voor een periode van ruim 2 maanden. Zes dagen na het ongeluk werd er een kerkdienst gehouden ter nagedachtenis aan de overledenen.

## Tijdlijn
| Tijd             | Gebeurtenis                                                                  |
| ---------------- | ---------------------------------------------------------------------------- |
| 09:17            | Vertrek helikopter                                                           |
| 09:32            | Helikopter vliegt op kruishoogte                                             |
| 09:45:05         | Begin daling oliedruk en eerste waarschuwing                                 |
| 09:45:25         | Oliedruk onder 5 psi                                                         |
| 09:45:27         | Mayday afgekondigd door de piloot                                            |
| 09:45:31         | Helikopter gaat lager vliegen                                                |
| 09:45:57         | Helikopter is omgedraaid richting land                                       |
| 09:45:58         | Helikopter gaat lager boven het water vliegen                                |
| 09:47            | Oliedruk bereikt 0 psi                                                       |
| 09:51            | Helikopter daalt verder tot een hoogte van 800 voet.                         |
| 09:55:15         | Helikopter begint te schokken en piloot kondigt noodlanding in het water aan |
| 09:56            | Helikopter raakt het water en zinkt                                          |
| 10:12            | Aankomst eerste hulpvliegtuig                                                |
| 10:32            | Aankomst eerste militaire vliegtuig                                          |
| 10:37            | Vertrek eerste reddingshelikopter van Cougar                                 |
| 10:40            | Geplande aankomst helikoptervlucht                                           |
| 10:55            | Aankomst eerste reddingshelikopter van Cougar                                |
| 11:04            | Aankomst C130 SAR-vliegtuig                                                  |
| circa 11:15      | Redding enige overlevende                                                    |
| 11:40            | Aankomst tweede reddingshelikopter van Cougar                                |
| 11:58            | Aankomst drie SAR-helikopters                                                |
| 20:00 (dag erna) | Stopzetting reddingsoperatie                                                 |

## Systemen van het toestel
De helikopter was uitgerust met een Penny & Giles multipurpose flight recorder (MPFR), die zowel als cockpitvoicerecorder als flightdatarecorder functioneert. De versnellingsbak dreef beide rotoren aan, die aan de achterkant door middel van een aandrijfas. In de versnellingsbak zat een sensor die die temperatuur van de olie meet. Deze sensor moet hiervoor ondergedompeld zijn in de olie. Als er geen olie in de versnellingsbak zit, geeft de sensor een onbetrouwbare meting door en geeft het de temperatuur van de lucht in de versnellingsbak weer. Als de oliedruk in de versnellingsbak daalt tot tussen de 45 en 35 psi of onder 24 psi, wordt de amberkleurige "MGB OIL PRES" waarschuwing weergegeven. Ook begint het "master caution" lampje te branden, dat uitgezet kan worden door erop te drukken. Als de oliedruk daalt tot minder dan 35 psi, komt er een rode "MGB OIL PRES" melding met de auditieve waarschuwing "GEARBOX PRESSURE...GEARBOX PRESSURE". Ook bij deze waarschuwing begint het "master caution" lampje te branden. De olie in de versnellingsbak vormt een smeermiddel dat ervoor zorgt dat er geen oververhitting plaatsvindt. Als er onvoldoende of geen olie meer is, is er minder of geen smeermiddel en raken metalen onderdelen elkaar, waardoor schade kan ontstaan. Vanwege de wrijving zal onvoldoende olie leiden tot een hogere olietemperatuur. Het oliefilter was aan de versnellingsbak bevestigd met drie bouten van een titaniumlegering. Sikorsky koos voor titanium omdat het lichter en beter bestand tegen corrosie is dan staal. Bij de bevestiging van de versnellingsbak werden ook verzilverde stalen moeren en met cadmium versterkte stalen sluitringen gebruikt.

## Onderzoek
Het onderzoek naar de crash werd uitgevoerd door de Transportation Safety Board of Canada, geholpen door het Amerikaanse National Transportation Safety Board, Federal Aviation Administration, Sikorsky en General Electric.

### Bevindingen

#### Oorzaken en bijdragende factoren
De bevindingen met betrekking tot oorzaken en bijdragende factoren waren onder meer de volgende:
- Verminderde sterkte leidde tot een toename van wat de bouten van de hoofdversnellingsbak te verduren kregen tijdens de vlucht en het leidde tot metaalmoeheid. Vervolgens gebeurde hetzelfde bij een tweede bout waarop door het kapot gaan van de eerste bout meer druk werd uitgeoefend.
- Naar aanleiding van een incident in Australië, vertrouwden Sikorsky en de FAA op nieuwe onderhoudsprocedures om het risico op kapot gaan van beschadigde bouten van de filters van versnellingsbakken tegen te gaan en vereisten ze geen onmiddellijke vervanging.
- 10 minuten na de start van de rode "MGB OIL PRES" melding zorgde het gebrek aan smeermiddel voor het kapot gaan van het tandwiel van de aansturing in de staart van het toestel, waarna de rotoren aan de staart geen aandrijving meer hadden.
- De piloten stelden de verkeerde diagnose wat betreft de noodsituatie, door een gebrek aan kennis over het oliesysteem in de hoofdversnellingsbak en het vertrouwen op de verwachting dat een verlies van olie gepaard zou gaan met een stijging van de temperatuur van de olie. Hierdoor vertrouwden de piloten incorrect op de temperatuurmeter van de olie als een secundaire indicatie van aanstaande uitval van de versnellingsbak.
- Toen de crew had vastgesteld dat ze volgens de procedure direct moesten landen, besloot de gezagvoerder terug te keren naar land in de afwezigheid van andere indicaties als ongewone geluiden of trillingen.
- De ernst van de impact met het water heeft sommige passagiers bewusteloos gemaakt. De andere passagiers zijn waarschijnlijk nog korte tijd bij bewustzijn gebleven, maar werden uitgeschakeld door de schok van het koude water en konden hun adem niet meer inhouden doordat de helikopter snel zonk.

#### Risico's
De bevindingen met betrekking tot risico's waren onder meer de volgende:
- De standaard voor certificering van categorie A-helikopters stelt niet dat 30 minuten doorgevlogen moet kunnen worden als de olie in de versnellingsbak opraakt als de kans daarop extreem klein geacht wordt. Hierdoor wordt het risico vergroot.
- Bij vluchten ver van de kust, waaronder de oostkust van Canada, is de mogelijkheid om 30 minuten door te vliegen zonder olie in de versnellingsbak mogelijk niet genoeg om landingsmogelijkheden te verbeteren.
- Inadequate kennis van systemen in abnormale en noodsituaties vergroten het risico op het vertrouwen van eerder opgedane ervaring door piloten, waardoor onbedoeld fouten kunnen ontstaan bij het interpreteren van symptomen van mankementen.

#### Andere bevindingen
Andere bevindingen waren onder meer de volgende:
- Het slachtoffer dat overleefde, deed dat waarschijnlijk door zijn leeftijd, fitheid, mentale voorbereiding, recente training om een helikopter te verlaten in het water, eerdere acclimatisatie aan het koude water en een sterke wil om te overleven.
- Het is niet vastgesteld waarom de lichaamstemperatuur van de overlever 7,2°C zakte in de tijd dat hij in het water lag dat ongeveer 0,2°C was.

## Rechtszaken
De overlevende en de nabestaanden van de overledenen spanden in juni 2009 een rechtszaak aan tegen de fabrikant van de helikopter, Sikorsky.
Cougar Helicopters klaagde Sikorsky aan in augustus 2010 wegens het niet informeren van Cougar Helicopters met betrekking tot de ernst van de eerdere crash in Australië waarbij hetzelfde type helikopter een noodlanding moest maken vanwege dezelfde oorzaak als de crash van vlucht 91. Eerst probeerde Sikorsky de rechtszaak tevergeefs te laten verplaatsen naar de VS. Uiteindelijk accepteerden de partijen een schikking buiten de rechtbank om.

## Televisie
Het ongeluk wordt behandeld in aflevering 7 van seizoen 20, getiteld Atlantic Ditching, van de serie Air Crash Investigation.

## Overige literatuur
Overige literatuur over Cougar Helicopters-vlucht 91:
- 18 Souls: The Loss and Legacy of Cougar Flight 491 - Rod Etheridge - ISBN 9781775234500 - 2019[18]